# Domov mládeže
Domov mládeže (DM) je školské zařízení, které poskytuje žákům středních (výjimečně i žákům základních) škol a studentům vyšších odborných škol školské služby. DM jsou zřizovány jako samostatná školská zařízení nebo jsou součástí právního subjektu se školou, školní jídelnou, internátem apod. Jejich účelem je poskytovat žákům a studentům ubytování, výchovu a vzdělávání navazující na výchovně vzdělávací činnost škol a zajišťovat jim stravování. Výchova a vzdělávání v DM se uskutečňuje podle školního vzdělávacího programu DM a zahrnuje i záměr vést žáky a studenty k plnohodnotnému využívání volného času formou zájmových činností.
Činnost je v DM organizována ve výchovných skupinách do 30 žáků vedených vychovatelem. Vychovatel realizuje vzdělávací program pro svoji výchovnou skupinu, ale nabízí i další zájmové a volnočasové aktivity pro všechny žáky v DM. Ve své činnosti aplikují domovy mládeže specifické cíle výchovy ve volném čase jako například vést žáky k aktivnímu odpočinku, k rozvíjení osobních zájmů a specifických schopností, k uspokojování a kultivaci potřeb (zejména společenských) nebo k využívání dostupných prostředků k sebevzdělávání. Součástí vzdělávání je i prevence rizikového chování žáků. Organizace a provoz DM se řídí vnitřním řádem, který obsahuje práva a povinnosti žáků a studentů, pokyny k bezpečnému pobytu a provozním záležitostem, denní režim a jiné důležité informace vztahující se např. k ekonomickým podmínkám ubytování a stravování, ochraně majetku apod.
V rámci programu inkluze mohou být žáci se speciálního vzdělávacími potřebami začleněni jednotlivě do běžných výchovných skupin, případně jsou z nich ustavovány skupiny se specifickým programem a méně početné. Tyto skupiny jsou pak začleněny do internátu.
Organizaci a činnost domovů mládeže a internátů aktivně podporuje zapsaný spolek Asociace domovů mládeže a internátů České republiky, který sdružuje jako své členské organizace řadu domovů mládeže a internátů z celé ČR.